# Championnat national de tennis des États-Unis 1911
Pour un article plus général, voir US Open de tennis.
Résultats détaillés de l’édition 1911 du championnat de tennis US National qui est disputée du 11 au 17 juin 1911.

## Faits marquants
C'est la dernière édition du tournoi utilisant le système du challenge round.

## Palmarès
| Tableau          | Vainqueurs                         | Vainqueurs | Score             | Finalistes                    | Finalistes |
| ---------------- | ---------------------------------- | ---------- | ----------------- | ----------------------------- | ---------- |
| Simple dames     | Hazel Hotchkiss                    | États-Unis | 8-10, 6-1, 9-7    | Florence Sutton               | États-Unis |
| Simple messieurs | William Larned                     | États-Unis | 6-4, 6-4, 6-2     | Maurice McLoughlin            | États-Unis |
| Double dames     | Hazel Hotchkiss Eleonora Sears     | États-Unis | 6-4, 4-6, 6-2     | Dorothy Green Florence Sutton | États-Unis |
| Double messieurs | Raymond Little Gus Touchard        | États-Unis | 7-5 13-15 6-2 6-4 | Fred Alexander Harold Hackett | États-Unis |
| Double mixte     | Hazel Hotchkiss Wallace F. Johnson | États-Unis | 6-4, 6-4          | Edna Wildey Morris Tilden     | États-Unis |

## Simple dames
|  |                 |  |    |   |   |
|  | Finale          |  |    |   |   |
|  |                 |  |    |   |   |
|  |                 |  |    |   |   |
|  | Hazel Hotchkiss |  | 8  | 6 | 9 |
|  | Hazel Hotchkiss |  | 8  | 6 | 9 |
|  | Florence Sutton |  | 10 | 1 | 7 |

## Double dames
|  |                                |  |   |   |   |
|  | Finale                         |  |   |   |   |
|  |                                |  |   |   |   |
|  |                                |  |   |   |   |
|  | Hazel Hotchkiss Eleonora Sears |  | 6 | 4 | 6 |
|  | Hazel Hotchkiss Eleonora Sears |  | 6 | 4 | 6 |
|  | Dorothy Green Florence Sutton  |  | 4 | 6 | 2 |

## Double mixte
|  |                                    |  |   |   |  |
|  | Finale                             |  |   |   |  |
|  |                                    |  |   |   |  |
|  |                                    |  |   |   |  |
|  | Hazel Hotchkiss Wallace F. Johnson |  | 6 | 6 |  |
|  | Hazel Hotchkiss Wallace F. Johnson |  | 6 | 6 |  |
|  | Edna Wildey Morris Tilden          |  | 4 | 4 |  |